# Proasellus exiguus
Proasellus exiguus és una espècie de crustaci isòpode pertanyent a la família dels asèl·lids.
És una espècie demersal, la qual viu a l'aigua dolça.
Es troba a un pou situat a la conca del riu Mondego (la Beira Alta, Portugal).